# Государство-обрубок
Государство-обрубок (англ. rump state, нем. Reststaat, Rumpfstaat) — термин, использующийся в англо- и немецкоязычной научной литературе для обозначения государств-преемников прежде процветавших империй, которые пережили внезапное сокращение своей территории, что в свою очередь привело к резкой смене экономической, политической, национальной, языковой, религиозной и прочих характеристик, присущих ему в прошлом. Государства-обрубки возникали в разные периоды мировой истории. В некоторых случаях, обычно по прошествии определённого времени, некоторым из них удавалось восстановить былое могущество, а вместе с ним вернуть под свой контроль утраченные территории (энозис). Появление государства-обрубка было наиболее болезненным для той части титульного населения, которая внезапно оказывалась в составе территории враждебных государств (ирредента). В качестве примера «государств-обрубков» нередко приводятся Австрия и Венгрия после распада Австро-Венгрии в 1918 г., Турция 1920—1923 гг. (после Севрского договора, разделившего Османскую империю), Россия после распада СССР, Сербия после распада Югославии, Словакия после оккупации Германией Чехии.